# Vladimir Eremciuc
Vladimir Eremciuc (n. 29 septembrie 1951, Moșana – d. 15 ianuarie 2011, Chișinău) a fost un medic sanitar și politician moldovean, deputat în Parlamentul Republicii Moldova în legislaturile 2005-2009, 2009-2010 și 2010-2014, ales pe listele Partidului Comuniștilor din Republica Moldova (PCRM).
Pentru ultima dată acesta a fost ales deputat și în urma alegerile parlamentare anticipate din 28 noiembrie 2010, fiind candidat pe locul 32 în lista Partidului Comuniștilor. În ultimul legislativ, era membru al Comisiei pentru protecție socială, sănătate și familie. Vladimir Eremciuc a decedat la Spitalul Clinic Republican în vârstă de 59 de ani din cauza unei boli incurabile  În locul său în parlament a venit comunistul Ghenadie Morcov.